# Una vita fantastica
Una vita fantastica è il decimo album in studio del gruppo musicale Persiana Jones, pubblicato il 2 giugno 2023. Dall'album è stato estratto il singolo Non puoi fermare il tempo.

## Registrazione
L'album è stato registrato nei mesi di febbraio e marzo del 2023 nel capoluogo piemontese.

## Tracce
1. Non puoi fermare il tempo – 2:49 (Giuseppe Carruozzo)
2. Dove sarai (feat. Madaski) – 3:08 (Giuseppe Carruozzo)
3. Come posso ancora crederti (feat. Punkreas) – 3:12 (Giuseppe Carruozzo)
4. Non saremmo (feat. Andrea Rock) – 3:01 (Giuseppe Carruozzo)
5. Meglio che puoi – 3:05 (Giuseppe Carruozzo)
6. Per quanto ancora (feat. Sergio Berardo - Lou Dalfin) – 3:02 (Giuseppe Carruozzo)
7. Solo un ricordo – 3:24 (Giuseppe Carruozzo)
8. La fine della chemio (feat. Bunna (Africa Unite) e Gian Maria Accusani (Prozac+ e Sick Tamburo)) – 3:18 (Gian Maria Accusani)
9. Empatia – 2:56 (testo: Giuseppe Carruozzo – musica: Jackson, Miner, Smith)
10. Via di qua (feat. Nitto - Linea 77) – 2:57 (testo: Nicola Sangermano e Giuseppe Carruozzo – musica: Giuseppe Carruozzo)
11. Io dico no – 3:30 (Giuseppe Carruozzo)
12. Dedico a te – 3:12 (Giuseppe Carruozzo)
13. Non puoi fermare il reggae – 1:30 (Giuseppe Carruozzo)